# کنارسفیدیان
کنارسفیدیان (نام علمی: Naupactini) نام یک تبار از زیرخانواده سوسکچه‌های دماغ پهن است.